# La columna de la gente
La columna de la gente fue un programa de televisión uruguayo emitido por La Tele. Fue estrenado el 21 de febrero de 2013 y cancelado por el canal el 28 de septiembre de 2018. El programa mezclaba humor, diversión, invitados y emite los bloopers y videos virales de la semana. Hasta el cese de transmisiones, se emitía todos los viernes a las 22:00. Fue conducido por Juan Hounie y Varina De Cesare durante sus seis temporadas al aire, incluyendo a  Manuela da Silveira en la última temporada.

## Conducción
- Juan Hounie - (2013-2018)
- Varina De Cesare - (2013-2018)
- Manuela da Silveira - (2018)

## Cambios
Desde su estreno, el programa se emitía todos los jueves desde las 23 hasta las 24 horas. Desde el 9 de junio de 2013 se comenzó a emitir los domingos a las 13 horas.
Luego cambió de día, emitiéndose todos los sábados desde las 13 hasta las 14 horas, aunque en 2016 por algunos días se emitió hasta las 14:30 horas, pero luego volvió hasta las 14.
En 2018 cambió completamente el estudio siendo más apagado. Además sumó una conductora, Manuela da Silveira, hija del periodista deportivo Jorge da Silveira. También cambió de día y horario. Hasta 2018, se emitía todos los sábados desde las 13 hasta las 14 horas pero luego, se emitió todos los viernes desde las 21 hasta las 22 horas, aunque cambió otra vez de horario, siendo desde las 22:30 hasta las 23:30 horas. Luego, gracias a su buena audiencia, se emitió 30 minutos más, transmitiéndose desde las 22:00 hasta las 23:30.
Fue cancelado por el canal el 28 de septiembre de 2018 y reemplazado por el programa de entrevistas Algo que decir, conducido por Cecilia Bonino y Pablo Fabregat, donde en cada emisión reciben a cuatro invitados.